# Robert II de Châtillon
Pour les articles homonymes, voir Robert de Châtillon.
Ne doit pas être confondu avec Robert de Châtillon (évêque de Laon).
Robert de Châtillon est un prélat français, duc, pair de France et 62e évêque de Langres de 1203 à sa mort en 1209 à l'abbaye de Cîteaux,.

## Biographie
Chanoine de l'église cathédrale de Langres, Robert de Châtillon en devient trésorier, puis doyen. Il est élu évêque de Langres en 1204 d'un consentement unanime du chapitre. Il fait son entrée solennelle pour son intronisation en février 1205.
Il approuve une donation précédemment faite aux moines de l'abbaye de Longuay, par Milon, seigneur de Chaumont, mort en Terre sainte.
La première année de son épiscopat, il moyenne un accord entre les religieux de l'abbaye de Saint-Seine, et le desservant de l'église saint-Martin de Langres, par lequel il règle les fruits et revenus qui doivent appartenir à chacune des parties.
Les religieux de l'abbaye Saint-Bénigne de Dijon, divisés pour le choix de leur abbé, s'en remettent au jugement de Robert de Châtillon. Celui-ci craignant que ses successeurs ne voulussent se prévaloir de cette exception à la règle, au préjudice des moines, donne à ceux-ci une charte confirmant le droit qu'ils avaient de choisir leur supérieur. En 1205, il règle entre autres un différend entre le sire de Château-Villain et les religieux de Mormant concernant leurs gardes forestiers respectifs.
Il prétendait à la Majorie de Châtillon-sur-Seine qui était de son patrimoine, mais qui lui fut contesté par Pierre de Châtillon et son fils Lambert. Mais par la transaction qui fut faite en avril 1207, confirmée par le duc de Bourgogne cette Majorie lui fut effectivement attribuée, et en compensation il assigna 10 livrées de terre à Lambert à charge de les tenir de lui avec tout ce qu'il avait à Châtillon-sur-Seine, dans la châtellenie ainsi qu'à Massy dit l'Évêque sous certaines conditions exprimées dans l'acte,, ce qui fut approuvé par Gaucher de Châtillon, chanoine de Langres, Thomas et Colin, tous trois frères de Lambert. Ce dernier se disant chevalier engagea tout ce fief à Hugues de Montréal, évêque de Langres moyennant 500 livres monnaies de Provins par acte de février 1229. On pense qu'il est l'oncle du chevalier Lambert de Châtillon, ainsi que celui de Hugues de Tréchâteau.
En 1206, il fait le pèlerinage en Terre sainte pour le compte du comte de Champagne Thibaut,.
Il donne en 1207 au chantre Ytier et à ses successeurs une rente annuelle de 10 livres tournois sur les revenus de Baissey, payable pour moitié à Pâques et moitié à la Toussaint.
Un accord est conclu entre lui et Rénier, seigneur de Nogent pour des droits respectifs. Parmi les conditions du traité, il est exprimé que Rénier restera l'homme lige de l'évêque pour tout ce qui est dénombré dans l'acte. Il reprend en fief plusieurs terres aux environs de Nogent.
Un autre accord est passé entre lui et Eudes III, duc de Bourgogne, pour le domaine de la ville de Châtillon-sur-Seine. Leurs droits respectifs dont la partie revenant au duc sont grevés de plusieurs redevances revenant à l'évêque, qui est reconnu seigneur dominant de cette ville
En 1208, il reçoit de Gnalon de Dampierre, chanoine à Langres, le chef de Saint-Mammès, patron de la cathédrale de Langres. Il se charge de veiller au respect des engagements du duc de Bourgogne qui pour son anniversaire en 1208, s'engage à dédommager de 1 000 livres dijonnaises les moines de Saint-Bénigne, pour les dégâts causés par ses gens d'armes.
Le pape Innocent III lui envoie une bulle par laquelle il fixe les bornes aux exemptions de la Sainte-Chapelle de Dijon, qui relevait directement du Saint-Siège. La connaissance des délits que pourraient soumettre les chanoines de cette collégiale est renvoyée à l'évêque diocésain.
Le duc Eudes III érige une Commune à Châtillon-sur-Seine, l'évêque Robert s'y oppose et excommunie les membres qui la composent.
En 1208, il participe à la croisade des Albigeois avec Milon, comte de Bar-sur-Seine, et plusieurs autres évêques et seigneurs du royaume. Fatigué, il hâte son retour dans son diocèse au début de l'année 1209, en compagnie d'Eudes III et arrivés à Lyon y termine un différend élevé entre eux. Il meurt le 20 mars 1209 à l'abbaye de Cîteaux, où il est inhumé.
Ce prélat s'est rendu recommandable par son zèle pour la religion et la gloire de son Église, il a plusieurs fois consulté la Cour de Rome sur des objets de morale, de droit canonique ou de discipline. Il reçut plusieurs bulles du souverain pontife.

## Armoiries
- Armoiries de la famille de Châtillon : « D'azur à trois broyes d'or au chef d'argent chargé d'un lion naissant de gueules »
- Armoiries du Duché-Pairie de Langres : « D'azur semé de fleurs de lys d'or au sautoir de gueules sur tout »

## Sceau
Sceau conservé aux Archives nationales de France, n° Ch 1572.